# Violet Olney
Violet Olney   (Southwark, 22 de maig de 1911 - Addlestone, 3 de gener de 1999) va ser una atleta britànica, especialista en la prova de 4x100 m en què va arribar a ser subcampiona olímpica l'any 1936.

## Carrera esportiva
En els Jocs Olímpics d'estiu de Berlin de 1936 va guanyar la medalla de plata en els relleus de 4x100 metres, amb un temps de 47.6 segons, arribant a la meta després dels Estats Units (or amb 46.9 segons) i per davant del Canadà. Les seves companyes d'equip eren Audrey Brown, Eileen Hiscock i Barbara Burke.